# آب‌انبار کوشکنو
آب‌انبار کوشکنو مربوط به اوایل دوره پهلوی است و در اردکان، خیابان آیت‌الله خامنه‌ای، کوچه حمام کوشکنو واقع شده و این اثر در تاریخ ۲ بهمن ۱۳۸۲ با شمارهٔ ثبت ۱۰۸۵۳ به‌عنوان یکی از آثار ملی ایران به ثبت رسیده است.